# Papinska akademija znanosti
Papinska akademija znanosti (lat.: Pontificia Academia Scientiarum, tal.: Pontificia accademia delle scienze) je najuglednija papinska akademija čije središte se nalazi u Ljetnikovcu Pija IV. unutar Vatikanskih vrtova. Akademiju je osnovao 1936. godine papa Pio XI. i uspješano djeluje sve do danas. Cilj mu je promicanje napretka matematičkih, fizikalnih i prirodnih znanosti i studija srodnih epistemološkim problemima. Lincejsku akademiju (Lynceorum Academia) osnovao je 1603. Federico Cesi na poticaj pape Klementa VIII. Predsjednik prve akademije je bio Galileo Galilei. Nakon smrti svoga osnivača bila je ukinuta, a obnovljena je 1847. za vrijeme Pija IX. pod imenom Pontificia Academia Novorum Lynceorum. 
Na Akademijinom popisu akademika nalaze se neka od najuglednijih imena u znanosti 20. stoljeća, uključujući nobelovce kao što su Ernest Rutherford, Max Planck, Otto Hahn, Niels Bohr i Charles Hard Townes.

## Članovi
Novi članovi Akademije biraju sami članovi Akademije između muškaraca i žena svih rasa i religija te se temelji na visokoj znanstvenoj vrijednosti njihovih aktivnosti i njihovom visokom etičko-moralnom profilu. Njih tada službeno imenuje rimski prvosvećenik. Akademijom upravlja predsjednik, imenovan od članova i od strane Pape, uz pomoć znanstvenog vijeća i kancelara. U početku se Akademija sastojala od 80 akademika, 70 njih koji su bili imenovani za život, a 1986. papa Ivan Pavao II. je podigao broj doživotnih članova na 80, rame uz rame s ograničenim brojem počasnih akademika uključujući: kancelara akademije, ravnatelja vatikanskog opservatorija, prefekta vatikanske Apostolske knjižnice i prefekta vatikanske tajnog arhiva.

### Predsjednik
Predsjednika akademije između članova imenuje papa. Trenutačni predsjednik je dobitnik Nobelove nagrade za fiziologiju 1978., Werner Arber. Za predsjednika ga je imenovao papa Benedikt XVI. u siječnju 2011., postavši tako prvi protestant koji vrši tu službu.

### Redovni članovi
| - Werner Arber (1981.- ) - Vanderlei Salvador Bagnato (2012.- ) - David Baltimore (1978.- ) - Antonio M. Battro (2002.- ) - Daniel Adjei-Bekoe (1983.- ) - Paul Berg (1996.- ) - Enrico Berti (2001.- ) - Günter Blobel (2001.- ) - Thierry Boon-Falleur (2002.- ) - Joachim von Braun (2012.- ) - Luís Caffarelli (1994.- ) - Luigi Luca Cavalli-Sforza (1994.- ) - Aaron Ciechanover (2007.- ) - Claude Cohen-Tannoudji (1999.- ) - Francis S. Collins (2009.- ) - Yves Coppens (2014.- ) - Suzanne Cory (2004.- ) - Paul J. Crutzen (1996.- ) - Stanislas Dehaene (2008.- ) - Edward M. De Robertis (2009.- ) - Francis L. Delmonico (2016.- ) - Manfred Eigen (1981.- ) - Gerhard Ertl (2010.- ) - Albert Eschenmoser (1986.- ) - Antonio García-Bellido (2003.- ) - Takashi Gojobori (2007.- ) | - Theodor W. Hänsch (2006.- ) - Stephen Hawking (1986.- ) - Michał Heller (1990.- ) - Raymond Hide (1996.- ) - Fotis Kafatos (2003.- ) - K. Kasturirangan (2006.- ) - Klaus von Klitzing (2007.- ) - Nicole Marthe Le Douarin (1999.- ) - Tsung-Dao Lee (2003.- ) - Yuan Tseh Lee (2007.- ) - Jean-Marie Lehn (1996.- ) - Pierre Léna (2001.- ) - Juan Maldacena (2013.- ) - Yuri Ivanovich Manin (1996.- ) - Govind Menon (1981.- ) - Beatrice Mintz (1986.- ) - Jürgen Mittelstrass (2002.- ) - Erna Möller (2013.-) - Mario J. Molina (2000.- ) - Rudolf Muradyan (1994.- ) - Miguel Nicolelis (2011.- ) - Sergej Novikov (1996.- ) - Ryōji Noyori (2002.- ) - William D. Phillips (2004.- ) - John Charles Polanyi (1986.- ) - Ingo Potrykus (2005.- ) | - Frank Press (1999.- ) - Yves Quéré (2003.- ) - V. Ramanathan (2004.- ) - Chintamani Rao (1990.- ) - Peter H. Raven (1990.- ) - Martin J. Rees (1990.- ) - Ignacio Rodríguez-Iturbe (2007.- ) - Carlo Rubbia (1985.- ) - Vera Rubin (1996.- ) - Roald Sagdeev (1990.- ) - Hans Joachim Schellnhuber (2015.- ) - Michael Sela (1975.- ) - Maxine Singer (1986.- ) - Wolf Singer (1992.- ) - Govind Swarup (2008.- ) - Hans Tuppy (1970.- ) - Rafael Vicuña (2000.- ) - Cédric Villani (2016.- ) - Edward Witten (2006.- ) - Shinya Yamanaka (2013.- ) - Chen Ning Yang (1997.- ) - Ada Yonath (2014.- ) - Ahmed Zewail (1999.- ) - Antonino Zichichi (2000.- ) |

### Počasni članovi
- Jean-Michel Maldamé, O.P. (1997.- )

### Članovi dobitnici Nobelove nagrade
Tijekom desetljeća djelovanja, Akademija je imala brojne dobitnike Nobelove nagrade u svojim redovima., od kojih su mnogi bili imenovani akademicima prije nego što su primili ovu prestižnu međunarodnu nagradu.
| - Ernest Rutherford (Kemija, 1908.) - Guglielmo Marconi (Fizika, 1909.) - Alexis Carrel (Fiziologija, 1912.) - Max von Laue (Fizika, 1914.) - Max Planck (Fizika, 1918.) - Niels Bohr (Fizika, 1922.) - Werner Heisenberg (Fizika, 1932.) - Paul Dirac (Fizika, 1933.) - Erwin Schrödinger (Fizika, 1933.) - Peter J.W. Debye (Kemija, 1936.) - Otto Hahn (Kemija, 1944.) - Sir Alexander Fleming (Fiziologija, 1945.) - Chen Ning Yang i Tsung-Dao Lee (Fizika, 1957.) - Joshua Lederberg (Fiziologija, 1958.) - Rudolf Mössbauer (Fizika, 1961.) - Max F. Perutz (Kemija, 1962.) - John Carew Eccles (Fiziologija, 1963.) - Charles H. Townes (Fizika, 1964.) - Manfred Eigen i George Porter (Kemija, 1967.) - Har Gobind Khorana i Marshall W. Nirenberg (Fiziologija, 1968.) - Christian de Duve (Fiziologija, 1974.) - George Emil Palade (Fiziologija, 1974.) - David Baltimore (Fiziologija, 1975.) | - Aage Bohr (Fizika, 1975.) - Abdus Salam (Fizika, 1979.) - Paul Berg (Kemija, 1980.) - Kai Siegbahn (Fizika, 1981.) - Sune Bergstrom (Fiziologija, 1982.) - Carlo Rubbia (Fizika, 1984.) - Klaus von Klitzing (Fizika, 1985.) - Rita Levi-Montalcini (Fiziologija, 1986.) - John C. Polanyi (Kemija, 1986.) - Yuan Tseh Lee (Kemija, 1986.) - Jean-Marie Lehn (Kemija, 1987.) - Joseph E. Murray (Fiziologija, 1990.) - Gary S. Becker (Ekonomija, 1992.) - Paul J. Crutzen i Mario J. Molina (Kemija, 1995.) - Claude Cohen-Tannoudji (Fizika, 1997.) - Ahmed H. Zewail (Kemija, 1999.) - Günter Blobel (Fiziologija, 1999.) - Ryoji Noyori (Kemija, 2001.) - Aaron Ciechanover (Kemija, 2004.) - Gerhard Ertl (Kemija, 2007.) - Ada Yonath (Kemija, 2009.) - Shinya Yamanaka (Fiziologija, 2012.) |

## Poveznice
- Papinska akademija
- Papinska akademija društvenih znanosti
- Papinska akademija sv. Tome Akvinskog

## Vanjske poveznice
- (engl.) Službena stranica Papinske akademije znanosti
- (engl.) Povijest Papinske akademije znanosti
- (engl.) Papinske akademije - Mrežne stranice Svete Stolice